# Анцола д'Осола
Анцола д'Осола (итал. Anzola d'Ossola) је насеље у Италији у округу Вербано-Кузио-Осола, региону Пијемонт.
Према процени из 2011. у насељу је живело 438 становника. Насеље се налази на надморској висини од 216 м.

## Становништво
Према резултатима пописа становништва 2011. у општини је живело 448 становника.
| 1931. | 1936. | 1951. | 1961. | 1971. | 1981. | 1991. | 2001. | 2011. |
| ----- | ----- | ----- | ----- | ----- | ----- | ----- | ----- | ----- |
| 492   | 427   | 454   | 428   | 470   | 479   | 442   | 443   | 448   |